# Astronomia ludowa
Trwa dyskusja nad usunięciem tego artykułu, kliknij i weź w niej udział.

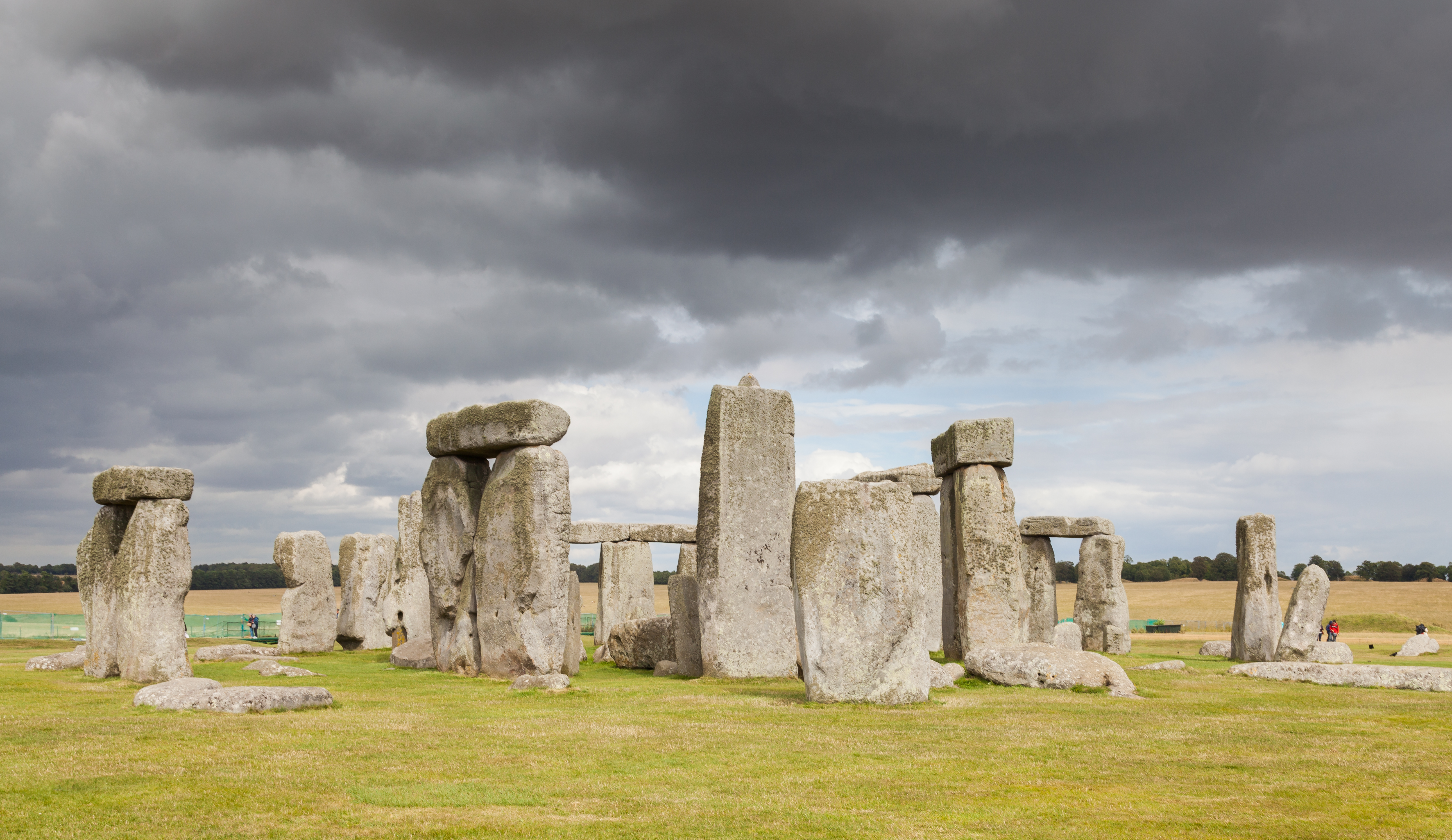
Stonehenge

Astronomia ludowa (ang. cultural astronomy lub cosmoanthropology) – dziedzina interdyscyplinarna badająca zarówno wiedzę i praktyki astronomiczne funkcjonujące w dawnych i współczesnych kulturach, jak i konteksty, w jakich astronomia była używana. Jest praktykowana przez astronomów, antropologów i archeologów. Gdy astronomia sama w sobie opisuje ciała niebieskie, to astronomia ludowa analizuje znaczenia kulturowe nieba. Opisuje też, w jaki sposób ciała niebieskie były interpretowane i użytkowane. Badacze analizują starożytne rysunki, formy architektoniczne, kalendarze oraz teksty pisane i mówione. Astronomia ludowa próbuje określić, jakie miejsce kosmos zajmuje w kulturze tradycyjnej.

## Historia zainteresowania
Astronomia jest jedną z pierwszych nauk, a analizą jej funkcjonowania w kontekście konkretnych kultur zajmuje się antropologia. Starożytne kultury opierały swoje rytuały i zachowania, a nawet strategie wojskowe, na astronomicznych wierzeniach, które w dużej części odnosiły się do relacji z gwiazdami.
Praktyki kulturowe badane na polu astronomii ludowej sięgają aż do prehistorii, gdy obserwacje nieba były nieodłączną częścią życia społeczności rolniczych i pasterskich. Ludzie dostrzegali powtarzalność zjawisk astronomicznych i wytwarzali wokół nich rytuały, wierzenia i praktyki rolnicze. Te obserwacje umożliwiały im tworzenie pierwszych kalendarzy, jak i przewidywanie przesileń i równonocy. Ludzie tworzyli przestrzenie pomagające obserwacji i analizie tych zjawisk, takie jak Stonehenge w Anglii, Nabta Playa w Egipcie, czy Newgrange w Irlandii.
W latach 70. i 80. XX wieku wzrosło zainteresowanie astronomią ludową i zostały opublikowane pierwsze artykuły naukowe na ten temat. Zainteresowanie kulturami ludów rdzennych wpłynęło na rozwój astronomii ludowej. Badacze podkreślają, że astronomia ludowa nie jest tylko próbą zrozumienia kultur przez ich praktyki astronomiczne, ale również narzędziem ochrony dziedzictwa kulturowego.

## Problematyka badań

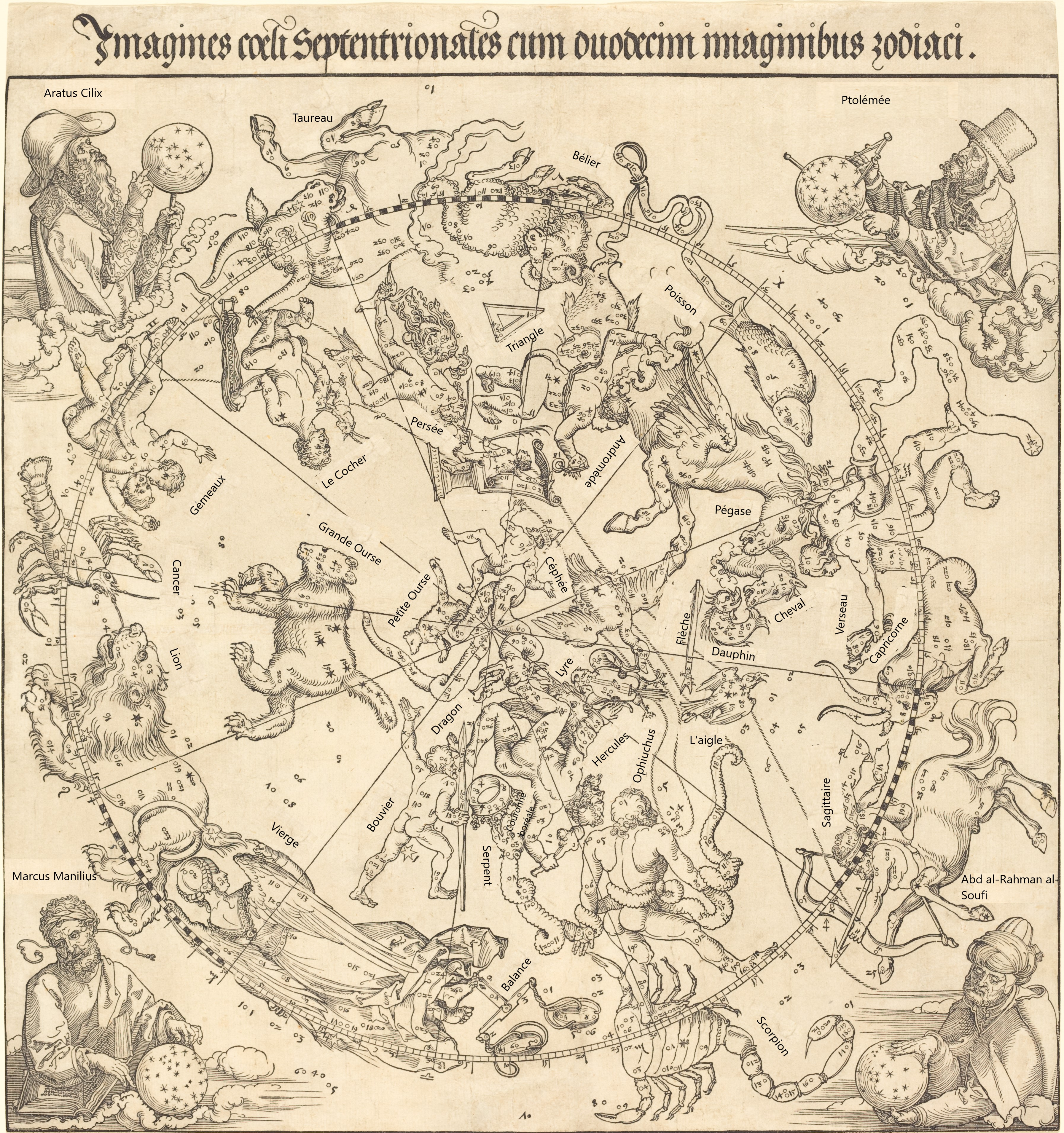
Mapa nieba, Albrecht Dürer (1515)

Badania skupiają się na tym, jak różne kultury interpretowały i wykorzystywały zjawiska astronomiczne w swoich praktykach, rytuałach, jak i codziennym życiu. Obejmują analizę kalendarzy opartych na ruchu słońca i księżyca, ale również to, jaką rolę miało niebo w mitologii. Badacze korzystają z danych o charakterze materialnym, np. architektura i mapy nieba, i niematerialnych, np. język i rytuały. Celem badań astronomii ludowej jest zrozumienie i technicznej wiedzy, i tego, jak była ona osadzona w życiu codziennym i społecznym ludzi, jak wpływała na kształtowanie wierzeń religijnych. Badania nad astronomią ludową wiążą się z wieloma złożonymi problemami badawczymi. Jednym z głównych wyzwań jest rekonstrukcja dawnych systemów kosmologicznych w oparciu o niepełne źródła, takie jak fragmenty rysunków skalnych albo przekazy ustne.

## Komety i zaćmienia
Obserwacja i monitorowanie zjawisk astronomicznych było głęboko osadzone w kulturach i stanowiły ich element, choć znaczenie przypisywane występowaniu komet bądź zaćmień Słońca różni się w zależności od regionu świata. Literatura naukowa badająca wpływ, rozumienie oraz interpretacje zjawisk astronomicznych wskazuje, że wspólnym motywem pozostaje zmiana, śmierć lub zakłócenie równowagi wszechświata. Niezależnie od poziomu wiedzy astronomicznej w poszczególnych kulturach, występowanie komet i zaćmień było silnie osadzone w kontekście religijnym, rytualnym i społecznym.
Ludy andyjskie, według analizy Stanleya R. Gullberga, postrzegały komety jako symbole nadchodzących zmian politycznych, społecznych i agrokulturowych. Zjawiska astronomiczne były nie tylko obserwowane, ale również śledzone i interpretowane, ponieważ kosmologia miała dla kultur andyjskich znaczenie rytualne. Na przykład zaćmienia zawsze wiązały się z interwencją społeczną, wymagały modlitw, zaklęć i ofiar, by utrzymać porządek świata. Kapłani byli odpowiedzialni za przeprowadzanie rytuałów ochronnych podczas całkowitego zaćmienia Księżyca, które odczytywano jako połączenie dwóch bardzo potężnych bóstw kosmicznych.

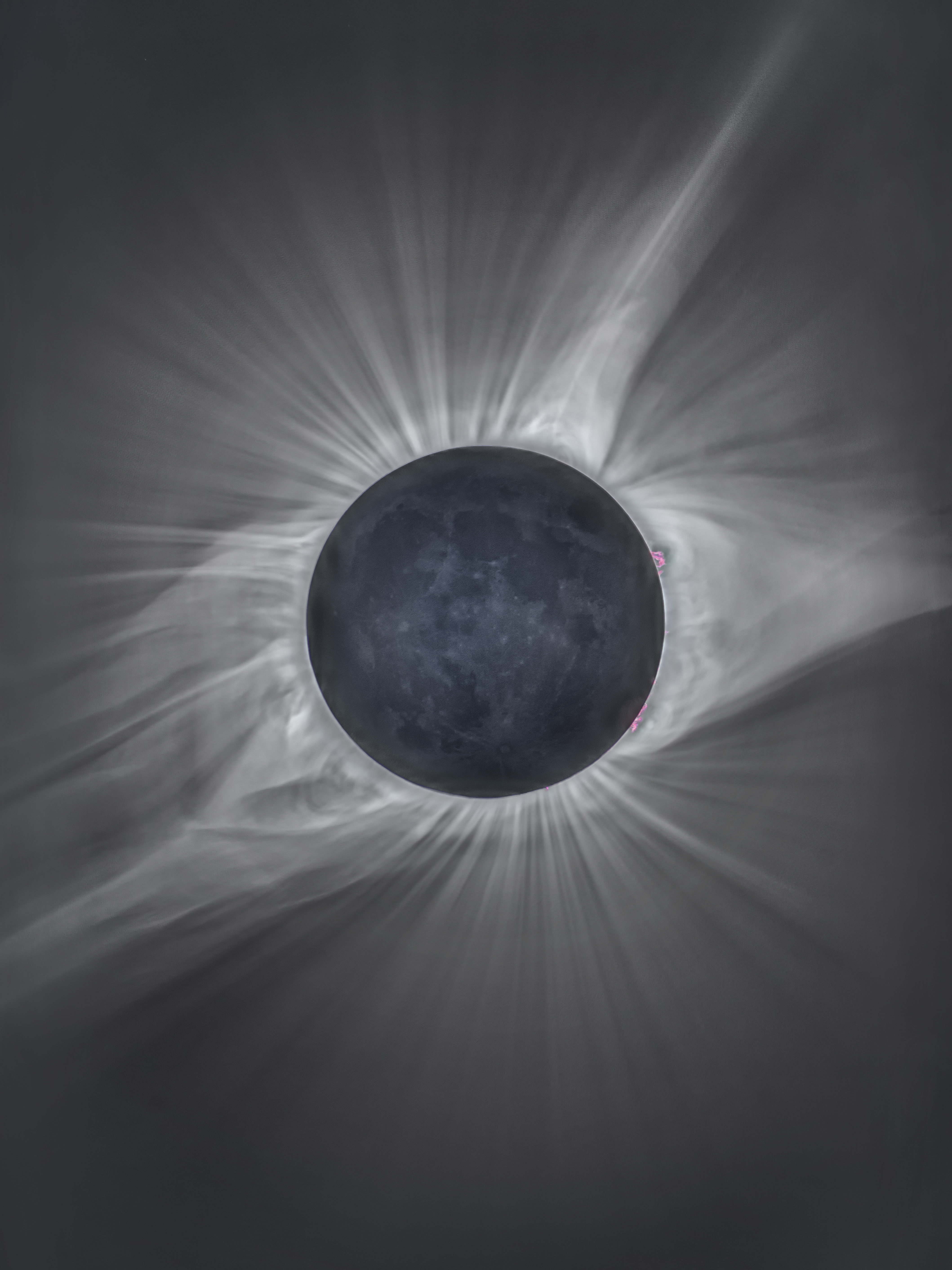
Zaćmienie Słońca

Rdzenne ludy Ameryki Północnej również przywiązywały dużą wagę do porządku wszechświata. Wszelkie niecodzienne zjawiska astronomiczne traktowano jako zakłócenie kosmicznej harmonii, co u ludów Nawahów i Pueblo wiązało się z koniecznością wstrzymania codziennych aktywności i przeprowadzenia rytuału oczyszczenia. Plemiona Hopi i Lakota interpretowały pojawienie się komety jako zapowiedź choroby, śmierci bądź klęski żywiołowej. Mimo że większość interpretacji zjawisk astronomicznych była negatywna, pojawiały się wyjątki, niektóre plemiona traktowały te wydarzenia jako szansę na zacieśnienie relacji z siłami kosmicznymi.
Na terenie Australii, według badań Duane’a W. Hamachera i Raya P. Norrisa, Aborygeni traktowali swoją relację z kosmosem na poziomie duchowym. Komety były interpretowane jako objawienie duchów przodków lub, podobnie jak wśród rdzennych ludów Ameryki Północnej, jako omen śmierci lub wojny. Znaczącą różnicą był jednak sposób pojmowania kosmosu: komety nie były uznawane za obiekty niebieskie, lecz za część świata duchowego, za mityczne istoty kosmiczne. Podążając tym tokiem rozumowania, również zaćmienia miały swoje mitologiczne podłoże, tłumaczono je jako konflikt między Słońcem a Księżycem wywołany przez istoty nadprzyrodzone.
Na terenach Japonii już w starożytności prowadzono systematyczne zapisy występowania niecodziennych zjawisk astronomicznych. Pojawianie się komet oraz zaćmień było skrupulatnie notowane, interpretowane i objaśniane najczęściej w kontekście politycznym lub religijnym. Na przykład kometa mogła oznaczać niezadowolenie kosmosu z rządów cesarza. W Mezopotamii, na dworach królewskich Hetytów oraz Asyryjczyków, zjawiska astronomiczne również silnie łączono z polityką i monarchią. Podczas zaćmień czasowo zastępowano władcę figurantem, aby nie narażać monarchy na klęskę. Praktyka ta była stosowana ze względu na tzw. azzi eclipse – zły omen zwiastujący nieszczęście dla głowy państwa.
Zjawiska astronomiczne od wieków wzbudzały lęk, podziw i potrzebę interpretacji. Choć ich naukowe znaczenie różniło się w zależności od stopnia rozwoju danej cywilizacji, wspólny pozostawał ich głęboki wpływ na sferę duchową, społeczną i polityczną. Śledzenie nieba było nie tylko formą poznania, lecz także narzędziem porządkowania świata.

## Badacze
Clive Ruggles, brytyjski archeoastronom, to jedna z kluczowych postaci współczesnej astronomii ludowej, której dorobek naukowy wyznacza kierunki dalszych badań nad związkami między niebem a kulturą. Jako redaktor monumentalnego Handbook of Archaeoastronomy and Ethnoastronomy zebrał i uporządkował rozproszone wcześniej badania dotyczące tego, jak różne społeczności rozumiały i wykorzystywały zjawiska astronomiczne. Ruggles nie tylko porządkuje wiedzę z zakresu astronomii ludowej, lecz także konsekwentnie podkreśla znaczenie jej lokalnego, kulturowego kontekstu. Kładzie nacisk na to, że potrzebne jest całościowe i interdyscyplinarne podejście, łączące ze sobą takie dziedziny jak astronomia, antropologia, historia i archeologia, by naprawdę zrozumieć, jak ludzie postrzegali kosmos.
Inni badacze również starają się przywracać należne miejsce tradycyjnym systemom wiedzy o niebie, traktując je jako sposoby interpretowania rzeczywistości. David Von Del Chamberlain w pracy Native American Astronomy analizuje kosmologie rdzennych ludów Ameryki Północnej, sięgając nie tylko do źródeł pisanych, lecz także do przekazów ustnych, rytuałów i symboliki kulturowej. Duane W. Hamacher badając tradycje astronomiczne Aborygenów, interpretuje zjawiska niebieskie w kontekście duchowym i mitologicznym, z wyraźnym szacunkiem dla rdzennych epistemologii. Z kolei José Alberto Belmonte, analizując praktyki starożytnego Egiptu, pokazuje, jak obserwacje nieba wpływały na architekturę i rytuały religijne. Stanley R. Gullberg, w duchu tzw. cosmoanthropology, podkreśla, że ludzie w różnych epokach potrzebowali organizować życie według rytmów kosmicznych, traktując astronomię ludową jako pomost między naukami ścisłymi a humanistyką.

## Astronomia ludowa w Polsce
Anna Szyfer (etnolożka związana z Uniwersytetem im. Adama Mickiewicza w Poznaniu i Ośrodkiem Badań Naukowych im. Wojciecha Kętrzyńskiego w Olsztynie) w swojej publikacji Tradycyjna astronomia i meteorologia ludowa na Mazurach, Warmii i Kurpiach i jej współczesne przeobrażenia przedstawiła badania nad lokalnymi tradycjami związanymi z astronomią, takimi jak śledzenie przesileń i równonocy, co służyło planowaniu praktyk rolniczych. Mieszkańcy Mazur, Warmii i Kurpiów nauczyli się rozpoznawania typu chmur, koloru nieba i używali tych zdolności do przewidywania pogody. Na przykład czerwone niebo ranem zapowiada deszcz. Skupiali się oni również na fazach księżyca w przewidywaniu pogody.

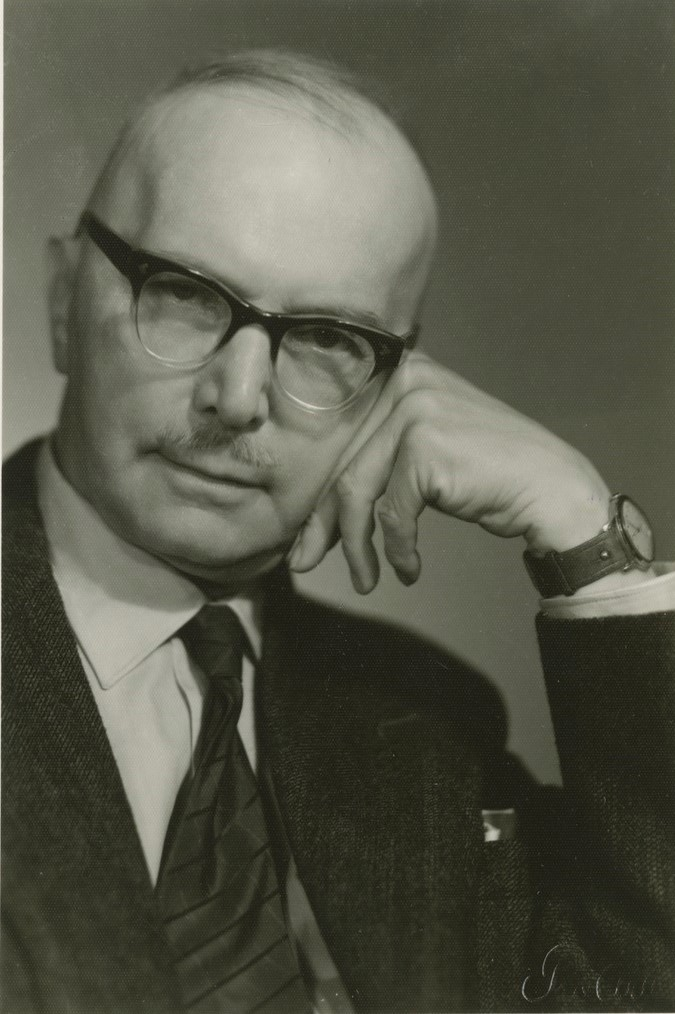
Kazimierz Moszyński

Zdarzenia takie jak spadanie meteorytów były interpretowane jako zwiastun czegoś złego, jak na przykład choroby lub śmierci. Społeczności tradycyjne opisywały te zdarzenia jako spadające gwiazdy, organizowane były grupowe modlitwy, aby zapobiec złu. Autorka analizowała również to, w co przeobrażały się te praktyki. Metody, które kiedyś były codziennie używane, dzisiaj nie są już potrzebne, przez co zanika wiedza o tradycyjnych praktykach astronomicznych. Wpływają na to również przesiedlenia i migracje ludności. Te ostatnie skutkują tym, że została przerwana ciągłość przekazywania wiedzy kulturowej. Dzisiaj tradycyjne wierzenia o gwiazdach są badane częściej niż używane.
Z kolei Kazimierz Moszyński W kulturze ludowej Słowian zwraca uwagę na kilka kluczowych aspektów. Słowianie nie mieli kultu nieba, a etnografia słowiańska pokazuje niemal całkowity brak wierzeń związanych z obserwacjami nieba. U Słowian, zwłaszcza wschodnich, na czołowym miejscu wśród ubóstwionych istot był bóg miotający piorunami. Słońce ma swoje znaczenie w religii ludowej. Chrześcijaństwo silnie przejęło ukrytą i jawną cześć dla Słońca. Sprzyjało temu znaczenie nieba w symbolice chrześcijańskiej, związek Boga “mieszkającego w niebiosach” ze słońcem, oraz fakt, że religia chrześcijańska przemieszczała się z krajów, gdzie kult słońca był silnie rozwinięty.

## Astronomia ludowa Inków

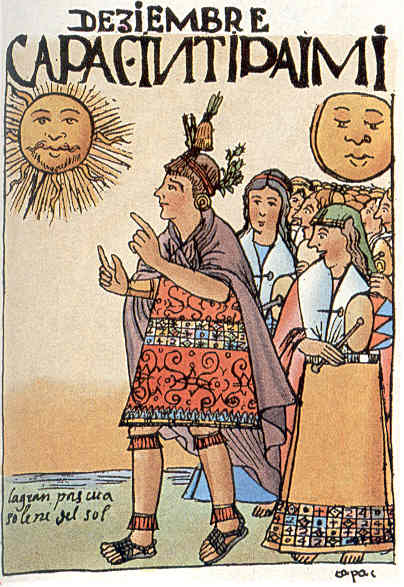
Inti Raymi

Inkowie tworzyli jedno z najbardziej rozwiniętych społeczeństw prekolumbijskich Ameryki Południowej, które wyróżniało się nie tylko zaawansowaną strukturą społeczną, ale też rozbudowaną astronomią. Ich kosmologia opierała się na przekonaniu o ścisłej więzi pomiędzy ziemią, niebem i światem podziemnym, które razem tworzą spójną całość. Głównym elementem ich wierzeń była personifikacja słońca w formie Boga Inti, który był uważany za opiekuna Inków. W ich społeczeństwie główną funkcją astronomii było ustalanie kalendarza rolniczego. Pomagało to w precyzyjnym ustalaniu czasu siewu i zbiorów, co było bardzo istotne w ekonomii imperium i utrzymywaniu ich magazynów z pożywieniem pełnych.
Astronomia Inków była nie tylko praktyczna, ale też duchowa, stanowiła fundament ich światopoglądu, w którym niebo było widziane jako przestrzeń święta. Inkowie potrafili łączyć wiedzę z obserwacji z mitologiczną interpretacją zjawisk astronomicznych. Pozwalało im to utrzymywać harmonię w społeczeństwie. Inkaskie połączenie nauki i religii stanowi jeden z najciekawszych aspektów ich kultury, który do dzisiaj budzi zainteresowanie badaczy.
Astronomia miała służyć nie tylko komunikacji z bóstwami, ale również organizacji społecznej. Ich miasta były planowane według symbolicznych osi kosmicznych, a kierunki świata, jak i ciała niebieskie odgrywały kluczową funkcję w konstrukcjach świątyń imperium. Ich święta również opierały się na przesileniach i zdarzeniach astronomicznych. Obserwacje nieba były aktem religijnym, jak i społecznym.